# Улахан-Ари
Улаха́н-Ари́ (рос. Улахан-Ары) — невеликий острів в Оленьоцькій затоці моря Лаптєвих. Територіально відноситься до Республіки Саха, Росія.
Острів розташований в центрі затоки, в дельті річки Оленьок. Знаходиться між протоками Кубалах-Уеся на сході та Улахан-Уес на заході. Вузькою протокою на північному сході відокремлений від сусідніх островів Улахан-Ари-Бертіємете. Острів має видовжену форму, простягається з півночі на південь. Висота до 4 м в центрі, 3 м на півночі. Вкритий болотами та пісками, має одне велике озеро Улахан-Ари-Кюєле та багато невеликих. Північна частина оточена мілинами. На півдні заходяться стрімкі кручі висотою 2 м, під якими простягається широкий піщаний берег. Він час від часу затоплюється, зменшуючи тим самим площу острова.
| Росія | Це незавершена стаття з географії Росії. Ви можете допомогти проєкту, виправивши або дописавши її. |